# جوردبروغروتا
جوردبروغروتا هو كهف في الأجزاء العليا من بلوردالين بجوار النهر في بلدية رانا في مقاطعة نورلان في النرويج. تم تسمية الكهف باسم مزرعة جوردبروه أسفل الوادي. يقع الكهف على بعد حوالي كيلومترين جنوب السد في كالفاتنت.